# 9900 Луллій
9900 Луллій (9900 Llull) — астероїд головного поясу, відкритий 13 червня 1997 року.
Тіссеранів параметр щодо Юпітера — 3,683.